# Caracal (állatnem)
A Caracal az emlősök (Mammalia) osztályába, a ragadozók (Carnivora) rendjébe, a macskafélék (Felidae) családjába és a macskaformák (Felinae) alcsaládjába tartozó nem.
A nembe két közepes termetű macskaféle, a száraz területeken élő karakál (C. caracal) és az esőerdőövezetben élő afrikai aranymacska (C. aurata) tartozik.

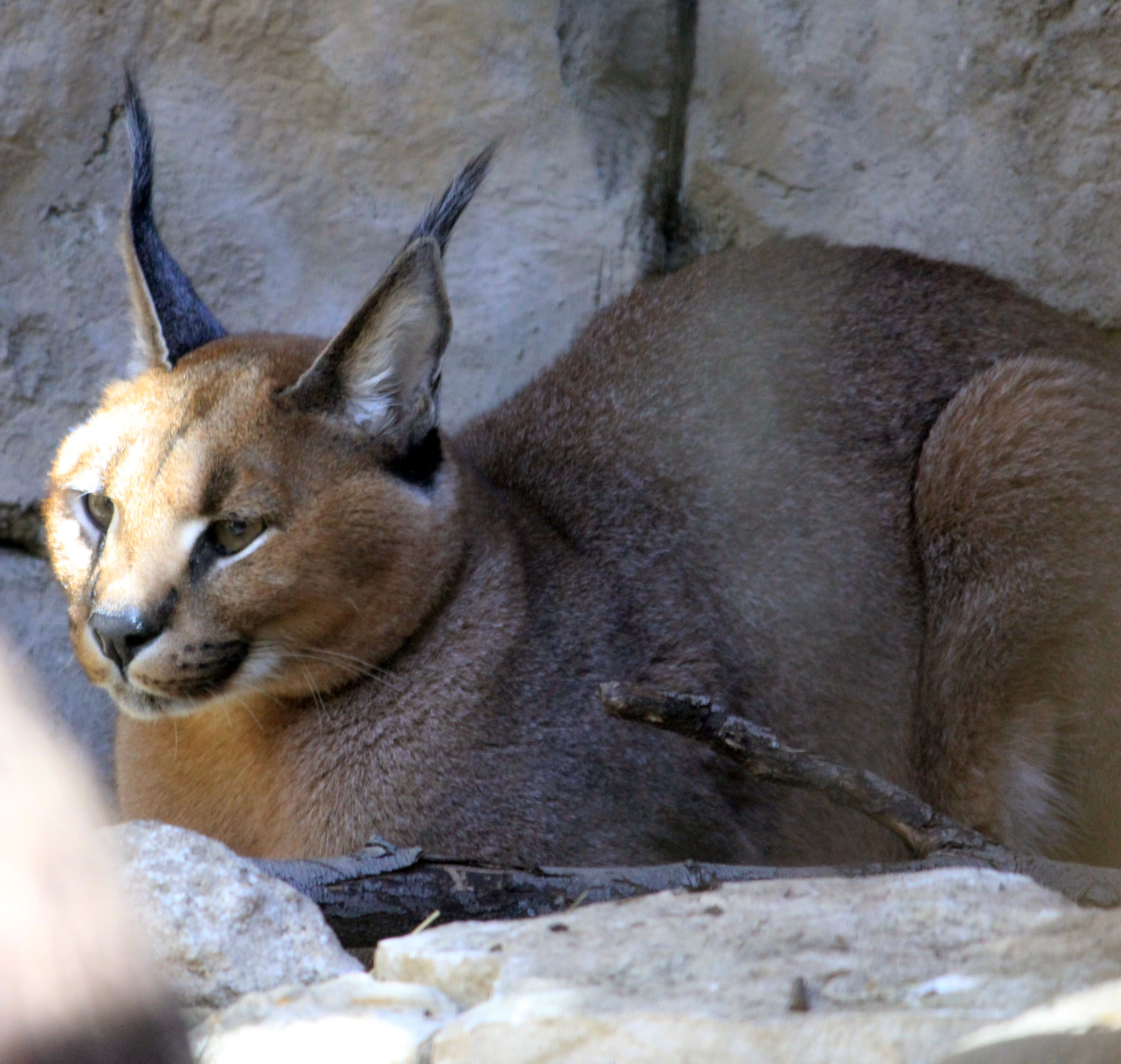
Karakál (Caracal caracal)

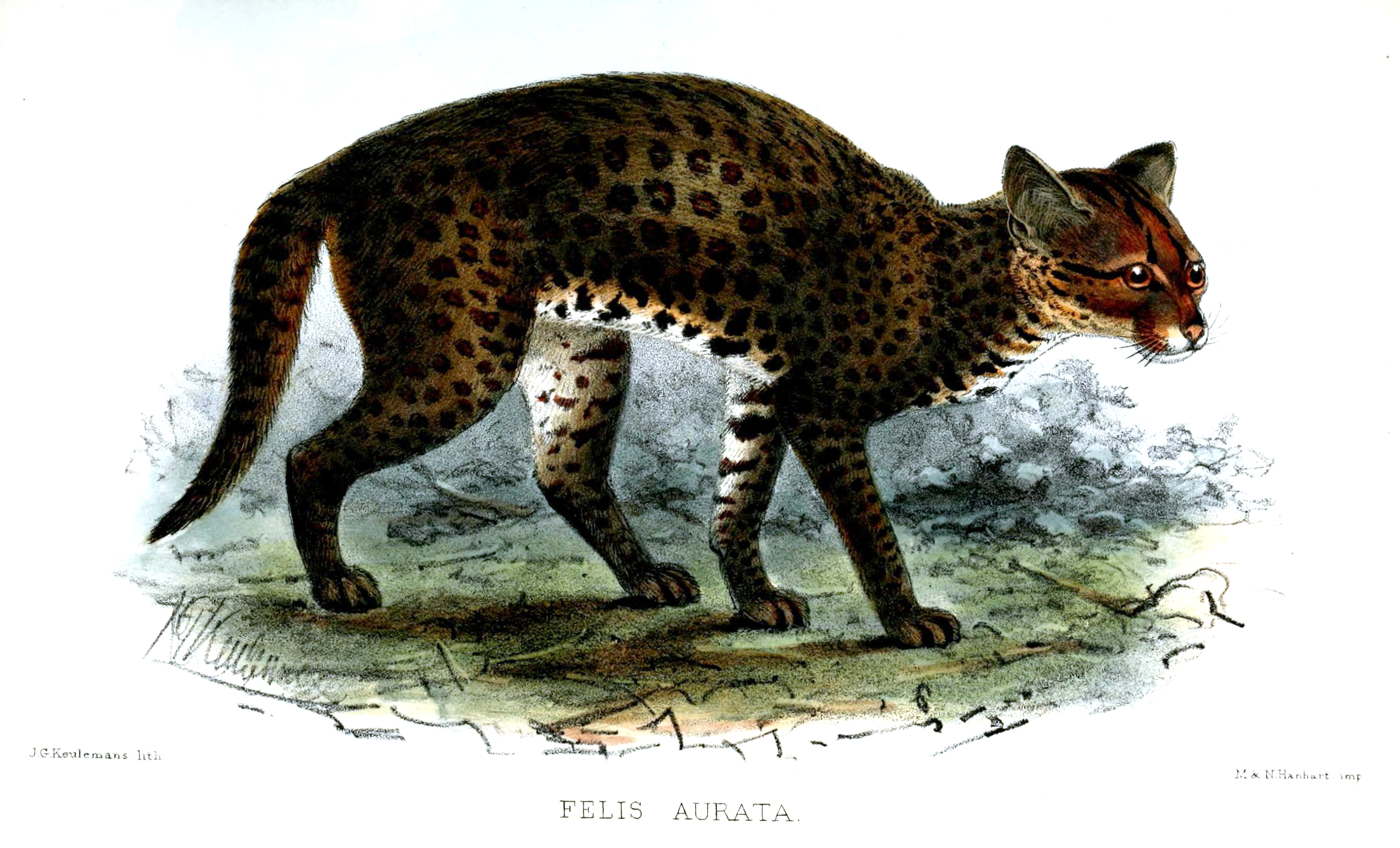
Afrikai aranymacska (Caracal aurata)

## A fajok jellemzése
Mivel a Caracal nem jelenleg molekuláris jellemzők alapján van meghatározva, a két faj fenotípus-jellemzőire nincs klasszikus leírás. A két faj közepes termetű ( fej-törzs hosszuk 60-105 centiméter), rövid farkú, a hímek maximális súlya 16 (afrikai aranymacska) és 20 kilogramm (karakál) között mozog; a lényegesen kisebb nőstényeké 8 (afrikai aranymacska) és 16 kilogramm közötti. Szőrzetük a karakál esetében tömör okkersárga, míg az afrikai aranymacskáé vöröses-arany, ezüstszürke vagy teljesen fekete. A hason, vagy néha az egész testen találhatóak foltok pettyek vagy rozetták formájában. Mindkét faj feje kerek, rövid és erős pofájuk van.

## Rendszertani helyzetük
A Caracal nemet a brit zoológus John Edward Gray vezette be 1843-ban, majd több mint 150 évig csak az azelőtt Johann Christian Daniel von Schreber német természettudós által Felis caracal néven 1776-ban leírt karakálra vonatkozott. A nem neve két török szóból (kara, "fekete" és kulak "fül") áll, amely a karakál fekete fülpamacsára utal.
Az afrikai aranymacskát Coenraad Jacob Temminck holland zoológus írta le 1827-ben, Felis aurata néven; 1858-ban Nikolai Alexejewitsch Sewerzow azonban önálló nemébe, a Profelis-be sorolta. Közben a Catopuma nembe szintén bekerült az ázsiai aranymacskával (Catopuma temmincki) és a borneói vörösmacskával (C. badia) együtt; a legújabb kutatások eredményei szerint azonban a karakállal és a szervállal (Leptailurus serval) áll szoros rokonságban. Az afrikai aranymacskát ma a Caracal nem második fajaként tartják számon. Olykor a szervált a két faj testvérfajaként szintén a Caracal nembe sorolják.

## Fajai
A nembe az alábbi 2 faj tartozik:
- karakál vagy sivatagi hiúz (Caracal caracal)
- afrikai aranymacska (Caracal aurata, korábban Profelis aurata)

## Fordítás
Ez a szócikk részben vagy egészben  a   Caracal (Gattung) című német Wikipédia-szócikk ezen változatának fordításán alapul.  Az eredeti cikk szerkesztőit annak laptörténete sorolja fel. Ez a jelzés csupán a megfogalmazás eredetét és a szerzői jogokat jelzi, nem szolgál a cikkben szereplő információk forrásmegjelöléseként.